# Protàgores
|  | Per a altres significats, vegeu «Protàgores (desambiguació)». |

Protàgores d'Abdera (Πρωταγόρας en grec, vora el 486 aC-411 aC) fou un filòsof presocràtic de l'antiga Grècia, nadiu d'Abdera, segons diversos testimonis (només Èupolis el considera nadiu de Tios). Era fill d'Artemó o de Meandre.
Admirat expert en retòrica que recorria el món grec cobrant elevades tarifes pels seus coneixements sobre l'ús correcte de les paraules o ortoepeia. Plató l'acredita com a l'inventor del paper del sofista professional o professor de "virtut" (entesa no com a "bondat", sinó com a coneixement i habilitat per tenir èxit mundà).

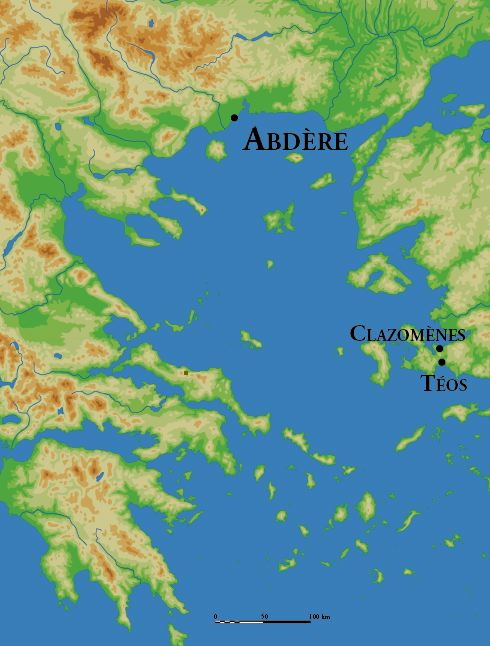
Abdera, lloc de naixement de Protàgores

Va viatjar a Sicília i a altres ciutats de l'Àsia Menor en funcions de mestre de retòrica i conducta, i rebé a canvi quantitats notables de diners, com la resta de sofistes. El magisteri que va arribar a exercir en l'àrea d'influència grega es va estendre durant quaranta anys, segons explica Plató.
Plató li va dedicar un dels seus diàlegs, el Diàleg de Protàgores, que encara avui pot llegir-se com un quadre viu, animat i acolorit, encara que amb un rigor històric escàs, sobre els diferents tipus de sofistes que habitaven a la mansió de Càl·lies. Protàgores i Gòrgies de Leontins foren els únics sofistes considerats filòsofs per Plató i Aristòtil.
Partint d'Heràclit, pensa que tot està regit per una influència permanent de partícules i que el moviment no és possible sense l'existència de contraris. És per això que veu l'oposició i la contradicció com els veritables principis de la realitat, de manera que l'ésser efectivament real és aquell que es manifesta pels nostres sentits. És molt probable que, en aquest punt de la seva doctrina, Protàgores utilitzés arguments de Demòcrit i d'Heràclit, perquè va ser deixeble seu i coneixia les seves doctrines.

## Paradoxa de Protàgores
Se li atribueix una cèlebre paradoxa que podria il·lustrar la tesi contemporània segons la qual alguns problemes són indecidibles. Es pot interpretar, però, que aquest coneixement és més escèptic i relativista que no pas nihilista. En tot cas, Protàgores, mantenint el seu relativisme, afirma que la virtut es pot aconseguir si es tenen els adequats coneixements de diferents tipus: enciclopèdics, retòrics, filosòfics, ontològics, etcètera. (Al contrari de Gòrgies, qui afirma que la retòrica i la saviesa en general no estan per aconseguir la virtut, sinó com a arma per aconseguir "qualsevol meta", sense especificar gaire clarament si una utilització per a una mala finalitat es pot permetre, o no, a l'entès en retòrica i art del llenguatge).
Aquest escepticisme en relació al coneixement humà el concreta en la frase:
| « | L'ésser humà és la mesura de totes les coses. | » |

Aquesta frase, però, és un relativisme menys extrem que el de Gòrgies de Leontins, ja que Protàgores afirma clarament com la virtut es pot assolir i la retòrica és un mitjà no per a negar-la sinó més aviat per a expressar-la.
Protàgores és conegut per haver fet, contemporàniament amb Sòcrates, una crítica de la religió grega d'Homer. En el seu llibre Sobre els déus afirma textualment:
| « | Quant als déus, jo no puc dir si existeixen o no, ni tampoc quina pugui ser la seva forma, car hi ha molts impediments per a poder-ho saber amb seguretat: l'obscuritat de l'assumpte i la brevetat de la vida humana. | » |

Aquesta postura agnòstica va fer que fos condemnat per la justícia d'Atenes tal com deia l'Asebeia, o càrrec criminal per impietat. Segons una versió, fou condemnat al desterrament i acceptà la condemna, tot i que, mentre marxava exiliat d'Atenes cap a Siracusa, morí accidentalment en un naufragi.

## Ontologia
Sobre la postura ontològica (o sigui, de l'ésser) de Protàgores, no se'n tenen gaires exemples. Sembla que Protàgores admet l'existència de l'ésser, però, a diferència de Parmènides, en nega tant la unitat com la immutabilitat; en contra, afirma tant la pluralitat de formes de l'ésser com el canvi (i moviment) d'aquest. Indubtablement, l'ontologia de Protàgores, per tan poc com se'n sap, és molt semblant al panta rei (πἀντα έει) d'Heràclit i de Demòcrit (de fet, és molt probable que conegués les teories d'ambdós filòsofs, i fins i tot que fes una defensa implícita de les teories d'ambdós presocràtics en les seves obres).

## Deixebles
Hi ha qui diu que Protàgores fou mestre i instructor de Sòcrates, almenys durant un curt temps. En tot cas, és indubtable que, almenys fins a cert punt, Plató i Aristòtil conegueren i discutiren (sovint amb un radical desacord) les obres filosòfiques del savi d'Abdera. De fet, si Plató i Aristòtil haguessin ignorat en comptes de discutit les teories de Protàgores, avui en dia, esperablement, Protàgores seria molt menys conegut fins i tot del poc coneixement que se'n té actualment. Antímeros s'esmenta com un dels seus deixebles.
Evatle (Evathlus, Εὔαθλος) fou un jove noble atenenc que es va posar sota tutela de Protàgores amb el propòsit d'aprendre oratòria a canvi d'una forta suma de diners (mil denaris, segons Quintilià). Evatle volgué evitar pagar la suma convinguda adduint que aquesta estava subordinada a guanyar el seu primer judici. No obstant, Protàgores ni s'immutà i li digué que el duria als tribunals tot seguit. Si Protàgores guanyava el judici, rebria la suma convinguda i si guanyava Evatle aquest li hauria de pagar els honoraris convinguts.Aule Gel·li diu que va evitar pagar la meitat de la quantitat promesa, mostrant ser un bon estudiant en oratòria i llest en economia, tot i que era ric.

## El diàleg de Protàgores
La principal font d'informació sobre Protàgores i, en certs sentits, l'única font principal d'informació és el Diàleg Protàgores de Plató, en el qual Plató (des de sempre antagonista dels sofistes) expressa, per bé que a la seva manera, algunes de les principals idees de Protàgores i la seva visió de la sofística.

## Obres
Les obres de Protàgores estan gairebé desaparegudes. Avui dia, no es conserva ni l'obra completa ni fragments de llargada suficient com per a ser entenedors. La informació més fidedigna és a partir del Diàleg de Protàgores i del Teetet de Plató. En total, se'n conserven cinquanta fragments o cites.
Entre les seves obres, Diògenes Laerci esmenta:
- περὶ ἀρετω̂ν (Sobre les virtuts)
- περὶ τω̂ν οὐκ ὀρθω̂ς τοι̂ς ἀνθρωποις πρασσομένων (Sobre les coses mal fetes pels homes)
- περὶ πολιτείας (Sobre l'Estat)
- περὶ τη̂ς ἐν ἀρχῃ̂ καταστάσεως (Sobre l'ordre de coses antic)
- ἀντιλογιω̂ν δύο (La contradicció del dos)
- περὶ φιλοτιμίας (Sobre l'ambició)
- προστακτικὸς (L'imperatiu)
- περὶ μαθημάτων (Sobre els cursos)
- περὶ πάλης (Sobre la lluita)
- περὶ τω̂ν ἐν Αἵδον (Sobre els habitants de l'Hades)
- Αλήθεια (La Veritat)
- (Sobre els déus) Περὶ Θεω̂ν

Aquesta llista només mostra els textos conservats en el moment de Diògenes, sis segles després de Protàgores (Sobre la Veritat, Sobre els déus i De l'ésser).
Es considera que les obres majors de Protàgores són les Antilogies (llibres I i II), Sobre la veritat i Sobre els déus. L'absència dels dos darrers títols dins la llista de Diògenes ha portat Untersteiner a una hipòtesi sobre l'estructura de les Antilogies. Sobre la veritat i Sobre el déus serien, segons ell, els títols d'una obra general anomenada Antilogies. En alguns llibres antics, se les anomena amb altres noms: Sobre la veritat (Kattabàllontes), també coneguda pel títol Discurs impressionant, o Gran tractat (Mega logos). La llista d'obres està, doncs, subjecta a interpretacions.